# Zdaemon
ZDaemon es una adaptación modificada de Doom basado en ZDoom tanto como para Windows como para los *NIX (sólo servidor esta vez), construido con la propuesta de jugar un multijugador de Doom por el Internet. Solía ser código abierto, pero se ha cerrado debido a incidentes de trampas (fraudes) y cuestiones de seguridad. La versión de cliente actual es la 1.08.01 (31 de diciembre del 2005), y la versión de servidor actual es la 1.08.08B (30 de noviembre del 2010). La diferencia entre las versiones, que normalmente se tienen balanceadas, es debido a un reciente parche para la versión servidor que soluciona una vulnerabilidad de seguridad crítica.

## ZLauncher
ZLauncher es un lanzador especializado hecho específicamente para ZDaemon. Provee de una lista oficial de los servidores disponibles para que los usuarios puedan jugar. También incluye una lista de amigos, GETWAD (baja wads automáticamente), y un enlace rápido a ZSL (el lanzador de servidor) del menú, una utilidad de configuración de WADs, grabación para demos, utilidades de repetición, una sala de chat (basado en IRC), y acceso incrustado al foro. Es mantenido por el miembro Kilgore.

## ZSL
ZSL, o el lanzador de servidor de ZDaemon, es un programa para llamar al programa de servidores de ZDaemon con una configuración específica en lugar de tener que editar la configuración de los archivos del servidor a mano, y empezar zserv manualmente. Es mantenido por el miembro Doom2pro.

## Otras utilidades
- GETWAD

Es una utilidad modular creada por el miembro Kilgore que revisa en repositores mayores de archivos en busca de mapas, los cuales descarga y descomprime a un directorio especificado del usuario, automáticamente.
- ZRC

Es un cliente modular de IRC creado por Kilgore que es simplemente eso, un cliente de IRC. Sin embargo, cuando es usado en tándem con el ZLauncher, automáticamente se une en un servidor de IRC especializado. Desde que todos los que usan ZLauncher se identifican en este servidor de chat, puedes hablar con cualquier que este en ZDaemon, y que tenga el ZLauncher abierto.

## Criticismo

### Controversia del código fuente
En la era del ZDaemon 1.07, el equipo de desarrollo se detuvo en liberar el código fuente de ZDaemon, debido a numerosos ataques e incidentes de trampa o fraude. El equipo demanda que ZDaemon vino de una mezcla de licencias en conflicto, y solo fue sujeto a una: La licencia pública de Doom. Estas licencias técnicamente permiten a la fuente a ser cerrada, y el equipo sintió, sobre todo para su beneficio, que esto era apropiado.
Esta acción hizo que mucha gente abandonara la comunidad hasta que la fuente ZDaemon fuera liberada otra vez. El movimiento ha sido criticado como una forma de la seguridad por la oscuridad, haciendo el desarrollo de algunos trucos o trampas más difíciles, pero no dirigiendo las causas. El movimiento también hace el desarrollo de clientes y servidores alternos de ZDaemon imposible, y es descomunal en la comunidad Doom donde la mayoría de las adaptaciones tienen su código fuente públicamente disponible. Aunque hay que tomar en cuenta que el competidor principal de ZDaemon, Skulltag, también cerró su fuente.
Los desarrolladores han acordado en que cualquiera queriendo desarrollar un nuevo rasgo o reparación de errores puede utilizar el código del antiguo ZDaemon 1.06 y mandarlo al equipo de desarrollo, para futura inclusión.

### Baneos
El servidor maestro de ZDaemon sólo anunciará a los servidores que hacen cumplir una lista de prohibición controlada por el personal de ZDaemon. No muestran a los servidores que no hacen cumplir esta lista de prohibición a usuarios. El resultado eficaz de esto es que el personal de ZDaemon tiene la capacidad global de prohibir a alguien de todos los servidores de ZDaemon que fácilmente pueden ser encontrados. Mientras esto permite el retiro de muchos estafadores, el mecanismo usado de vez en cuando puede bloquear a jugadores inocentes también debido al rango de correspondencia de IPs dinámicas.
Relacionadamente, las peticiones de prohibición, sobre todo de aquellas personas sorprendidas en las prohibiciones que corresponden en el rango de otros, a menudo terminan como usuarios del foro sobredramatizados. Por esta razón, por lo general es solicitado que tales peticiones sean relegadas a un diálogo privado con un miembro del personal.

## La comunidad ZDaemon
La propia comunidad, mientras no es parte del programa en un sentido estricto, toma una importancia enorme en la experiencia jugando ZDaemon en línea. Caracteriza múltiples métodos de discusión y colaboración.
Los servicios de discusión y jugabilidad de la comunidad incluyen:
- Los foros de ZDaemon
- Chat ZDaemon / #zdplayers en ZDirc
- #zdaemon en irc.freenode.net (difunto)
- Torneos ZDaemon
- ZDReview

La comunidad es una parte integral de ZDaemon. Aquí es donde puedes aprender acerca de los jugadores, los eventos.. etc. Un evento de estos es la trágica muerte de uno de los más grandes miembros de la comunidad, Dylan 'Toke' McIntosh. El hizo famosos wads como zdrace, moo2d, y omgmaps. Su muerte fue el resultado de un accidente automovilístico. Puedes encontrar más información en http://forums.zdaemon.org/viewtopic.php?t=8728. R.I.P. Toke.

## Actividad de clanes
ZDaemon caracteriza una escena de clanes muy activa. Sin embargo, hay varios clanes mayores de importancia en ZDaemon.
Dwango United (DUI)

Creado por los usuarios del servicio de juego en línea DWANGO de la mitad de los 1990, tiene un gran número de participantes activos.
https://web.archive.org/web/20170614165909/http://dwangounited.org/
Oldschoolers (OS)

Es un clan hecho de muchos usuarios oldschool, organizado por tres jugadores principalmente: KNorton, Urhash, y fyrestorm. Casi siempre son reconocibles inmediatamente por su etiqueta ^OS, son el clan original que venía con la frase "on top!", comúnmente usada en el léxico de ZDaemon. http://clanos.slipgate.org
UniDoom (UD)

Uno de los clanes más antigos en existencia que permanecen constantemente activos. Entre otras cosas, son responsables de la creación de la serie UDM Deathmatch. Su lista activa e inactiva abarca más de 30 jugadores, "mappers" y "coders", sin embargo disputas entre el clan y los desarrolladores de ZDaemon y la comunidad, han resultado en el éxodo de una buena porción de ellos en la comunidad.
http://www.unidoom.org
Bad Taste (BT)

Fundado por ATG (Sleepless) y 206, su actual lista mayormente consiste en miembros del personal y unos cuantos "mappers". Son difíciles de encontrar a veces, desde que ellos juegan con la etiqueta de clan sans.
http://bt.keystone.gr
Limp Gimps (LG)

Un clan fuerte inglés (con la excepción de un miembro holandés) fundado por enVision (Rat Arsed), la lista solo contiene 5 miembros de los cuales 5 son staff. También buenos en hacer mapas.
https://web.archive.org/web/20071010201706/http://limpgimps.getsomewhere.net/
Una lista más extensa de clanes puede encontrarse en ZDaemon Home Page.

## El equipo de ZDaemon
Raider

Líder del proyecto

Doom2pro

Desarrollo

Danni

Desarrollo

Kilgore

Desarrollo y Soporte

Lyfe

Desarrollo y administrador del lanzador

## Personas que pertenecieron al Personal
Estas personas ya no están involucradas con ZDaemon, y algunos de ellos están baneados actualmente. Es únicamente con fines históricos.
NightFang

Fundador y desarrollador de ZDaemon.

Retirado.
Slayer

Alojador del sitio web y del servidor maestro, administrador de doom2.org

Retirado.
KNorton

Fundador del #zdaemon

El canal IRC #zdaemon en freenode originalmente no tenía al relaciones con ZDaemon en sí, en lugar de ser simplemente una sala de chat por y para los jugadores del juego. Un conflicto de ideología conduce a la salida del Knorton cuando el canal oficialmente fue adoptado.
Ralphis

Moderador de la comunidad

Uno de los miembros de equipo del ZDaemon original. Ralphis fue responsable de ponerle nombre a ZDaemon. El equipo de ZDaemon ha dicho que Ralphis fue quitado por ser demasiado opresivo para la comunidad.
deathz0r

Moderador del foro de discusión y verificador de los BETAs

Confusión rodea la causa del baneo de deathz0r's ban, aunque su condena fue regida ciertamente como resultado de su apoyo a un ataque de deniego destributivo del servicio en contra del servidor maestro de ZDaemon en el 2005.
Russell

Operador de los canales de Chat y Moderador del Foro de discusión

Apoyador de la alianza Anti-ZDaemon.

## Lista de videojuegos con los que ZDaemon es compatible
- Doom (Incluyendo la variante shareware)
- Doom II
- The Ultimate Doom
- Freedoom
- Heretic
- HeXen

Algunos videojuegos listados no son totalmente soportados por el motor ZDaemon porque está basado en el antiguo código base de ZDoom, en su versión 1.23. En particular, se sabe que Heretic muestra gran número de errores (de los cuales el más severo es uno en el soporte a monstruos que hace imposible unirse al servidor una vez que un monstruo ha sido muerto; introducido en la versión 1.08) y algunos efectos de HeXen no son propiamente soportados, haciendo la jugabilidad imposible bajo ciertas circunstancias. Esto se espera que cambie con el lanzamiento de nuevas versiones y actualizaciones mientras el equipo de desarrollo de ZDaemon mejora el soporte para aquellos en uno de estos casos.

## Adaptaciones de juegos
Las voces para los anuncios usados para mayormente juegos de CTF/Deathmatch/Deathmatch de equipo fueron tomados de Quake III Arena y Unreal Tournament. Fueron compilados juntos por el creador de los WADs zvox.wad y zvox2.wad, y están sujetos a cambios con el tiempo. Hay también unos paquetes de sonidos personalizados que están hechos y son mantenidos por autores individuales y se sujetan a cambios dependiendo del autor.

## Motor usado para la adaptación
- ZDoom